# Nati nel 1103
| Questa pagina contiene informazioni ricavate automaticamente dalle voci biografiche con l'ausilio del template Bio e di un bot. L'aggiornamento è periodico e automatico e ricostruisce completamente la pagina. Se manca una persona in questa lista, sei pregato di non aggiungerla, ma accertati piuttosto che la sua voce biografica contenga il template Bio e che i dati anagrafici siano correttamente compilati. Se il template Bio manca, inseriscilo tu stesso o, in alternativa, metti l'avviso {{tmp\|Bio}} che ne segnala la mancanza. Se i dati riportati sono sbagliati, correggi direttamente la voce biografica; le modifiche saranno visibili in questa lista entro pochi giorni. Per chiarimenti vedi il progetto biografie. La lista contiene solo le 12 persone che sono citate nell'enciclopedia e per le quali è stato implementato correttamente il template Bio. Pagina aggiornata al 26 feb 2025. |

- 15 febbraio - Yue Fei, patriota e militare cinese († 1142)
- 24 febbraio - Toba, imperatore giapponese († 1156)
- 3 agosto - Guglielmo Adelin, nobile normanno († 1120)
- Aénor di Châtellerault, nobile francese († 1130)
- Enrico II della Marca Orientale sassone, nobile tedesco († 1123)
- Giuditta di Baviera, nobile tedesca († 1131)
- Harald IV di Norvegia, re norvegese († 1136)
- Walter de Luci, abate normanno († 1171)
- Alberto Quadrelli, vescovo cattolico italiano († 1173)
- Vsevolod di Pskov, principe russo († 1138)
- Wivine di Gran Bigard, badessa belga († 1170)
- Alfonso Giordano di Tolosa, nobiluomo francese († 1148)